# 김재현 (1945년)
김재현(金在炫, 1945년 1월 1일 ~)은 대한민국의 기업가이자, 공기업 사장이며 도시공학 박사이다.

## 생애
전라남도 고흥군 점암면 방내리에서 출생하였다. 1979년에 토지금고가 해체되면서 탄생한 한국토지공사와 30년을 함께하였다.
창사이래 처음으로 엔지니어에서 최고 경영자까지 오른 입지적인 인물로 2004년 제12대 사장으로 취임, 재임기간 동안 혁신과 창조를 강조하며,  정부경영평가 1위를 달성하였다. 행정중심복합도시 ‘세종’을 행복도시로 조성했고, 공공기관 지방이전을 위한 혁신도시 건설을 진척시켰으며, 남북경제협력사업으로 개성공단 1단계 건설, 판교.동탄.김포등 제2기 신도시 건설, 인천 청라, 부산, 진해등 경제자유구역 사업을 추진했다. 국토정보를 디지털화하는 국토정보쳬계 구축, 해외사업으로 베트남공단, 알제리, 아제르바이젠 신도시 건설도 완수했다.

## 학력
- 순천농림고등학교
- 조선대학교 공과대학
- 서울대 행정대학원 국가정책과정 수료
- 서울대 행정대학원 최고경영자 과정
- 한양대 도시공학 박사

## 경력
- 1979년 한국토지개발공사(토개공) 개발공사 입사
- 1987년 토개공 전남지사 사업소장
- 1990년 토개공 통일동산 사업단장
- 1993년 토개공 전남지사장
- 1998년 토개공 사업개발 본부장으로  IMF 외환위기 극복
- 1999년 토개공 택지본부장 및 기술본부장 겸임
- 2001년 토개공 부사장
- 2004년 토개공 12대 사장 취임

## 상훈
- 1992  대한민국 산업포장
- 1996  대한민국 국무총리 표창
- 1998 대한민국 철탑산업훈장
- 2006 Forbes Korea 경영품질 대상 리더십 부문
- 2007 한국메세나대회 창의상